# Exilisia insularis
Exilisia insularis là một loài bướm đêm thuộc phân họ Arctiinae, họ Erebidae.